# Lota (Chili)
Lota is een gemeente in de Chileense provincie Concepción in de regio Biobío. Lota telde 43.535 inwoners in 2017 en heeft een oppervlakte van 136 km².
- Gemeinsame Normdatei: 16086132-9
- Library of Congress Control Number: n96046701
- Nationale Bibliotheek van Israël: 987007540132705171
- Virtual International Authority File: 145585249
- WorldCat: E39PBJrgHJwFbH4xFrMhTPJVYP